# 数値解析ソフトウェアの一覧
数値解析ソフトウェアは、数値解析を行うために開発・利用されるコンピュータソフトウェア・ライブラリの総称。

## 主な線形計算ライブラリ
- BLAS (API 定義)
- Intel Math Kernel Library (商用製品)
- LAPACK (自由ソフトウェア)[1][2]
  - PLAPACK（英語版）[3]
  - ScaLAPACK（英語版）[4]
  - LINPACK (自由ソフトウェア)[5][6][7][8]
  - EISPACK[9]
- OpenBLAS (自由ソフトウェア)
- Lis (自由ソフトウェア)

## 主な汎用数値解析ライブラリ
- Apache Commons Math (自由ソフトウェア)
- GNU Scientific Library (GSL, 自由ソフトウェア)
- GNU Multi-Precision Library (GMP, 自由ソフトウェア)
- IMSL (商用製品)
- NAG (商用製品)
- NumPy, SciPy (自由ソフトウェア)[10]
- SLATEC (自由ソフトウェア)[11]

## 主な汎用数値解析アプリケーション
- MATLAB：行列処理を基本に置く、数値解析の定番的プロプライエタリソフトウェア[12][13][14]。
- INTLAB: MATLABを使って開発された区間演算ライブラリ[15][16][17]。
- S-PLUS：統計解析など行列処理を得意とするS言語の仕様に加えGUIを備えたプロプライエタリソフトウェア。
- Octave：MATLAB互換を指向して開発された自由ソフトウェア[18]。
- Scilab：コマンドはMATLAB類似だが、互換とはいえない。Scicosと呼ばれるダイアグラムでモデルを記述する機能を標準で持っている。自由ソフトウェア[19][20]。
- R言語：行列や時系列処理を基本とする統計解析・視覚化言語。世界規模のCRANによって膨大なソフト資産を利用できる。FDA公認。日本語対応。GNU GPL・自由ソフトウェア。S言語準拠。
- UBASIC：2700桁までの大きな整数の計算に適したBASIC風文法の言語。フリーソフト。
- ViSta（英語版）：LISP-STATにダイアグラム記述機能を付加したもの。フリーソフト。
- FreeMat : MATLAB互換を指向して開発された自由ソフトウェア (FreeMat ホームページ)[21]。
- 行列言語 Ox（英語版）
- FreeFem++[22]
- PrimMath：数値解析とグラフ作成、表計算を統合したフリーソフト (PrimMathの公式サイト)。
- Altair Compose : MATLAB互換を指向され、CAE ポスト処理に強みを持つ。
- Gretl：経済分析の為に使われるフリーソフト。
- Mathematica：数式の計算処理に幅広く使われる有料ソフト。
- Maple：数式の計算、グラフ作成などに幅広く使われる有料ソフト。
- Maxima：数式の計算処理に幅広く使われるフリーソフト。
- IGOR Pro : 高度なグラフ処理に加えて数値計算、解析、プログラミングが可能な有料ソフト。

## 主な応用数値解析ソフトウェア
- 衝撃解析（Pam-Crash、LS-DYNA、RADIOSS）
- 振動解析（MSC.Nastran、ANSYS、OptiStruct）
- 流体解析（FLUENT、STAR-CD、FLOW-3D、Particleworks、FloWizard、KeyFlow、STREAM、PHOENICS、Pam-Flow、DYNAFLOW、ANSYS CFX、NX、PowerFlow、FrontFlow/Blue、FrontFlow/red、e-flow、MPS-RYUJIN、en:FINE/Turbo、en:FINE/Open with OpenLabs、AcuSolve、nanoFluidX）
- 粉体解析（Granuleworks、EDEM、Rocky DEM）
- 電磁場解析（PHOTO-Series、Maxwell、MagNet6、JMAG, Pam-Cem、ANSYS、Femtet、EMSolution、KeyFDTD、Poynting、MAGNA/TDM、FEKO、Flux、WinProp）
- 超音波解析(ComWAVE)
- 音響解析（Auto-SEA、ANSYS、Femtet、FrontFlow/Noise、OptiStruct、Actran）
- 構造解析（MSC.Nastran、ANSYS、SIMULIA(Abaqus)、Amps、Mpact、Femtet、FrontFlow/STR、OptiStruct、Inspire、SimSolid、MSC.Marc）
- 応力解析（MSC.Fatigue、ANSYS、Femtet、OptiStruct、DesignLife、FEMFAT）
- 機構解析（MSC.ADAMS、LMS Virtual.Lab Motion、LMS DADS、FunctionBay RecurDyn、SIMPACK、MotionSolve、Inspire Motion）
- 圧電解析（ANSYS、Intellisuite、Femtet)
- 3次元汎用可視化（IRIS Explorer、AVS、FEMAP、HyperWorks、KeyPlot、HyperView、HyperView Player、MotionView、SimLab）
- 統計解析（MINITAB、SPSS/PSPP[23][24][25][26][27]、Prism、SAS、S言語、R言語、Stata/gretl、EView、SAMMIF）
- 統合CAE（ANSYS、HyperWorks、COMSOL）
- 1D解析（Altair Activate、Amesim、Dymola、MapleSim、Simplorer、SimulationX、Simulink）
- 製造解析（Inspire Cast、Inspire Form、Inspire Extrude）